# 里奇蘭鎮區 (印地安納州格林縣)
里奇蘭鎮區（英語：Richland Township）是位於美國印地安納州格林縣的一個行政鎮區。

## 地方資料
根據2010年美國人口普查的數據，里奇蘭鎮區的面積為111.80平方千米，當中陸地面積為110.80平方千米，而水域面積為1.00平方千米。當地共有人口5019人，而人口密度為每平方千米44.89人。